# Arkady Martineová
AnnaLinden Wellerová (* 19. dubna 1985 New York) je americká urbanistka, historička a spisovatelka science fiction, která publikuje prózu pod jménem Arkady Martineová. Za své první dva romány obdržela cenu Hugo.

## Osobní život
Narodila se a vyrostla v New Yorku, její matka vyučuje hru na housle a otec hraje v orchestru Metropolitní opery. Oba rodiče jsou židé s předky z Ruska, sama se označuje za asimilovanou americkou židovku. Se svou manželkou Vivian Shaw, která také píše sci-fi, žije v Novém Mexiku. Wellerová působí jako poradkyně tamního ministerstva energetiky a přírodních zdrojů, zabývá se snižováním dopadů globálního oteplování.

## Akademická činnost
Po vystudování religionistiky na bakalářské úrovni na Chicagské univerzitě v roce 2007 pokračovala v magisterském studiu arménské historie na Oxfordské univerzitě a v roce 2014 získala titul Ph.D. z Rutgers University za práci Imagining Pre-Modern Empire: Byzantine Imperial Agents Outside the Metropole o byzantském imperialismu. V letech 2014–2015 působila jako odborná asistentka na kanadské St. Thomas University, následně byla do roku 2017 zaměstnankyní Uppsalské univerzity. Její odborná publikační činnost se zaměřuje na byzantskou a arménskou historii.

## Science fiction
Prózu, konkrétně povídky, začala publikovat pod pseudonymem Arkady Martine v roce 2012. Její románová prvotina A Memory Called Empire vyšla v roce 2019. Tato kyberpunková space opera s prvky thrilleru popisuje očima velvyslankyně Mahit Dzmare z těžařské vesmírné stanice Lsel diplomatické vztahy s rozpínavou meziplanetární Teixkalánskou říší a palácové intriky spojené s nástupnickou krizí na její hlavní planetě. Autorka uvedla, že jde zčásti o fikční převyprávění byzantského imperialismu, zejména vůči Bagratovské Arménii v 11. století. Kniha byla dobře kriticky přijata a vyhrála cenu Hugo. Dále byla nominována na ceny Nebula a Arthur C. Clarke Award za nejlepší román a Locus pro nejlepší první žánrový román. Česky knihu jako Vzpomínka zvaná říše vydalo nakladatelství Host v překladu Vratislava Kadlece v roce 2021.
Pokračování A Desolation Called Peace o válce Teixkalánské říše s tajemnými nehumanoidními mimozemšťany vydala v roce 2021. Kniha rovněž získala cenu Hugo a byla nominována na ceny Nebula a Locus, česky vyšla v roce 2023 jako Pustina zvaná mír opět v nakladatelství Host v překladu Vratislava Kadlece.

### Romány o Teixkalánské říši
- Vzpomínka zvaná říše, Host 2021 (v originále A Memory Called Empire, 2019)
- Pustina zvaná mír, Host 2023 (v originále A Desolation Called Peace, 2021)

### Novely
- Rose/House (2023)

### Povídky
- Lace Downstairs (2012)
- Nothing Must Be Wasted (2014)
- Adjuva (2015)
- City of Salt (2015)
- When the Fall Is All That's Left (2015)
- How the God Auzh-Aravik Brought Order to the World Outside the World (2016)
- Contra Gravitatem (Vita Genevievis) (2016)
- All the Colors You Thought Were Kings (2016)
- Ekphrasis (2016)
- Ruin Marble (2017)
- The Hydraulic Emperor (2018)
- Object-Oriented (2018)
- Just a Fire (2018)
- Faux Ami (2019)
- Labbatu Takes Command of the Flagship Heaven Dwells Within (2019)
- Life and a Day (2019)
- A Being Together Amongst Strangers (2020)
- Three Faces of a Beheading (2024)

### Poezie
- Cloud Wall (2014)
- Abandon Normal Instruments (2016)